# Skakavac (Croazia)
Skakavac è un centro abitato della Croazia, compreso nel comune di Karlovac.
| Controllo di autorità | VIAF (EN) 242730201 |